# Markus Hurme
Markus Mikael Hurme (ur. 1 lutego 1978 w Vantaa) – fiński snowboardzista, dwukrotny medalista mistrzostw świata.

## Kariera
W zawodach Pucharu Świata zadebiutował 16 lutego 1997 roku w Kanbayashi, zajmując trzecie miejsce w halfpipe’ie. Tym samym już w swoim debiucie nie tylko wywalczył pierwsze pucharowe punkty, ale od razu stanął na podium. W zawodach tych wyprzedzili go jedynie Austriak Maximilian Plötzeneder i Ross Powers z USA. Było to jednak jego jedyne podium w zawodach tego cyklu. Najlepsze wyniki osiągnął w sezonie 2000/2001, kiedy to zajął 86. miejsce w klasyfikacji generalnej.
Jego największym sukcesem jest srebrny medal w halfpipe’ie wywalczony na mistrzostwach świata w San Candido w 1997 roku.  Rozdzielił tam na podium Fabiena Rohrera ze Szwajcarii i Rogera Hjelmstadstuena z Norwegii. Na rozgrywanych cztery lata później mistrzostwach świata w Madonna di Campiglio był trzeci. Uległ tam tylko dwóch Norwegom: Kimowi Christiansenowi i Danielowi Franckowi. Zajął też 13. miejsce w halfpipe’ie na igrzyskach olimpijskich w Nagano w 1998 roku.
W 2002 r. zakończył karierę.

## Osiągnięcia

### Igrzyska olimpijskie
| Miejsce | Dzień     | Rok  | Miejscowość | Konkurencja | Zwycięzca   |
| ------- | --------- | ---- | ----------- | ----------- | ----------- |
| 13.     | 12 lutego | 1998 | Nagano      | Halfpipe    | Gian Simmen |

### Mistrzostwa świata
| Miejsce | Dzień       | Rok  | Miejscowość          | Konkurencja | Zwycięzca        |
| ------- | ----------- | ---- | -------------------- | ----------- | ---------------- |
| 2.      | 24 stycznia | 1997 | San Candido          | Halfpipe    | Fabien Rohrer    |
| 3.      | 27 stycznia | 2001 | Madonna di Campiglio | Halfpipe    | Kim Christiansen |

### Puchar Świata

#### Miejsca w klasyfikacji generalnej
- sezon 1996/1997: 95.
- sezon 1997/1998: 127.
- sezon 2000/2001: 86.
- sezon 2001/2002: -

#### Miejsca na podium
1. Kanbayashi – 16 lutego 1997 (halfpipe) – 3. miejsce